# Кокино (дем Орхоменос)
 Тази статия е за селото в Гърция.  За селото в Северна Македония вижте Кокино.  
Кокино (на гръцки: Κόκκινο) е голямо село в Беотия, Централна Гърция. Името на селото значи на гръцки „червено“, обаче селото е отразено на английска карта от 1829 г., преди създаването на съвременна Гърция, с името Кочино (Kochino). Кокино заедно със селата Агиос Йоанис (до 1957 г. Нео Кокино или Ново Кокино); пристанищната Скропонерия и манастирът Пелагия е формирало бивш дем до 2011 г. с 812 жители.
По съвременни данни селото е съществувало към 1400 г. и е брояно за арванитско, като било подопечно със съседните села на войводата на Мартино.